# Circonscription autonomique de Cordoue
Ne doit pas être confondu avec Circonscription électorale de Cordoue.
La circonscription électorale de Cordoue est l'une des huit circonscriptions électorales d'Andalousie pour les élections au Parlement d'Andalousie.
Elle correspond géographiquement à la province de Cordoue.

## Synthèse
|             |       | 1982 | 1986 | 1990 | 1994 | 1996 | 2000 | 2004 | 2008 | 2012 | 2015 | 2018 | 2022 |  |
| ----------- | ----- | ---- | ---- | ---- | ---- | ---- | ---- | ---- | ---- | ---- | ---- | ---- | ---- |  |
| UCD         |       | 2    |      |      |      |      |      |      |      |      |      |      |      |  |
| AP & alliés |       | 2    | 3    |      |      |      |      |      |      |      |      |      |      |  |
| IULV-CA     |       | 2    | 5    | 2    | 3    | 3    | 1    | 1    | 1    | 2    | 1    |      |      |  |
| PA          |       |      |      | 1    |      |      | 1    | 1    |      |      |      |      |      |  |
| PSOE-A      |       | 7    | 5    | 7    | 6    | 6    | 6    | 7    | 6    | 5    | 5    | 4    | 3    |  |
| PPA         |       |      |      | 3    | 4    | 4    | 5    | 4    | 5    | 5    | 4    | 3    | 7    |  |
| Podemos     |       |      |      |      |      |      |      |      |      |      | 1    |      |      |  |
| Cs          |       |      |      |      |      |      |      |      |      |      | 1    | 2    |      |  |
| AA          |       |      |      |      |      |      |      |      |      |      |      | 2    |      |  |
| Vox         |       |      |      |      |      |      |      |      |      |      |      | 1    | 1    |  |
| PorA        |       |      |      |      |      |      |      |      |      |      |      |      | 1    |  |
|             |       |      |      |      |      |      |      |      |      |      |      |      |      |  |
| Total       | Total | 13   | 13   | 13   | 13   | 13   | 13   | 13   | 12   | 12   | 12   | 12   | 12   |  |

## Résultats détaillés

### 1982
| Parti     | Parti | Députés élus |
| --------- | ----- | --- |
| PSOE-A    |       | Manuel Gracia Navarro, Julián Santiago Bujalance, Blas Garrido Dueñas, Federico Ortega Priego, Manuel Arenas Martos, Antonio Toledo García, Julián Díaz Ortega |
| AP-PDP-UL |       | Antonio Hernández Mancha, Francisco Serrano Navarro |
| UCD       |       | Luis Marín Sicilia, Miguel del Pino Nieto |
| PCE       |       | Julio Anguita, Ernesto Caballero Castillo |

### 1986
| Parti     | Parti | Députés élus |
| --------- | ----- | --- |
| PSOE-A    |       | José Miguel Salinas Moya, Manuel Gracia Navarro, Manuel Arenas Martos, Joaquín Dobladez García, Federico Ortega Prieto |
| IU-CA     |       | Julio Anguita, Juan Ramón Medina Precioso, Ernesto Caballero Castillo, Luis Carlos Rejón Gieb, Juan Mellado Romero     |
| AP-PDP-PL |       | José Gutiérrez Luque, Enrique García Montoya, Miguel del Pino Nieto                                                    |

- José Miguel Salinas (PSOE-A) est remplacé en novembre 1987 par Ángeles Aparici Cstillo.
- Ernesto Caballero (IU-CA) est remplacé en novembre 1989 par Rosa Aguilar.
- Julio Anguita (IU-CA) est remplacé en novembre 1989 par Rafael Ibáñez Reche.

### 1990
| Parti   | Parti | Députés élus |
| ------- | ----- | --- |
| PSOE-A  |       | Manuel Gracia Navarro, Ángeles Aparici Castillo, Salvador Blanco Rubio, Manuel Arenas Martos, Federico Ortega Priego, María Isabel Flores Fernández, Joaquín Dobladez García |
| PPA     |       | Juan Ojeda Sanz, Antonio Aguilar Cruz, Liborio Cabello Cordero |
| IULV-CA |       | Luis Carlos Rejón Gieb, Rosa Aguilar |
| PA      |       | José Calvo Poyato |

- Federico Ortega (PSOE-A) est remplacé en septembre 1991 par Telesforo Flores Olmedo.
- Rosa Aguilar (IULV-CA) est remplacée en juillet 1993 par Juan de la Cruz Ruz Cantillo.

### 1994
| Parti   | Parti | Députés élus |
| ------- | ----- | --- |
| PSOE-A  |       | Luis Planas, María Isabel Flores Fernández, José Mellado Benavente, Rafael Ortega Cruz, Ángeles Aparici Castillo, Manuel Gracia Navarro |
| PPA     |       | Juan Ojeda Sanz, Liborio Cabello Cordero, Salvador Fuentes Lopera, Juan Luis Muriel Gómez                                               |
| IULV-CA |       | Luis Carlos Rejón Gieb, Manuel López Calvo, María Mesones Galán                                                                         |

- José Mellado (PSOE-A) est remplacé en juin 1995 par María José Calderón Caballero.

### 1996
| Parti   | Parti | Députés élus |
| ------- | ----- | --- |
| PSOE-A  |       | Luis Planas, María Isabel Flores Fernández, Rafael Ortega Cruz, María José Calderón Caballero, Manuel Gracia Navarro, María Isabel Ostos Ostos |
| PPA     |       | Juan Ojeda Sanz, Liborio Cabello Cordero, Salvador Fuentes Lopera, Carmen Martínez de Sola Coello de Portugal                                  |
| IULV-CA |       | Luis Carlos Rejón Gieb, Manuel López Calvo, María Mesones Galán                                                                                |

- Luis Planas (PSOE-A) est remplacé en octobre 1996 par Pedro Benzal Molero.
- Juan Ojeda (PPA) est remplacé en septembre 1999 par María Amalia Santías Pérez.

### 2000
| Parti   | Parti | Députés élus |
| ------- | ----- | --- |
| PSOE-A  |       | Carmen Calvo, María Isabel Flores Fernández, Juan Antonio Cebrián Pastor, María José Calderón Caballero, Manuel Gracia Navarro, Antonio Fernando Moreno Castro |
| PPA     |       | Liborio Cabello Cordero, Salvador Fuentes Lopera, Rosa de Lima Muñoz Cañete, Santiago Cabezas Carbonell, María Luisa Ceballos Casas                            |
| IULV-CA |       | Manuel López Calvo |
| PA      |       | José Calvo Poyato |

- Santiago Cabezas (PPA) est remplacé en avril 2002 par José Antonio Fernández Romero.

### 2004
| Parti   | Parti | Députés élus |
| ------- | ----- | --- |
| PSOE-A  |       | José Antonio Griñán, Isabel Ambrosio, Manuel Gracia Navarro, Elisa Lopera Lopera, Juan Antonio Cebrián Pastor, María Araceli Carrillo Pérez, María Eulalia Quevedo Ariza |
| PPA     |       | María Jesús Botella Serrano, Salvador Fuentes Lopera, Luis Martín Luna, María Luisa Ceballos Casas                                                                       |
| IULV-CA |       | José Manuel Mariscal Cifuentes |
| PA      |       | José Calvo Poyato |

- Elisa Lopera (PSOE-A) est remplacée en février 2005 par Rafael Sicilia Luque.
- José Calvo (PA) est remplacé en novembre 2005 par Carmen Pinto Orellana.

### 2008
| Parti   | Parti | Députés élus |
| ------- | ----- | --- |
| PSOE-A  |       | José Antonio Griñán, Isabel Ambrosio, Rafael Velasco Sierra, María Araceli Carrillo Pérez, Manuel Gracia Navarro, Fátima Ramírez Cerrato |
| PPA     |       | José Antonio Nieto, María Jesús Botella Serrano, Salvador Fuentes Lopera, Rafaela Obrero Ariza, Bartolomé Madrid Olmo                    |
| IULV-CA |       | José Manuel Mariscal Cifuentes |

- Isabel Ambrosio (PSOE-A) est remplacée en mai 2008 par María Eulalia Quevedo Ariza.
- Fátima Ramírez (PSOE-A) est remplacée en mai 2008 par Juan Antonio Cebrián Pastor.
- Rafael Velasco (PSOE-A) est remplacé en novembre 2010 par Manuel Carmona Jiménez.
- Salvador Fuentes (PPA) est remplacé en septembre 2011 par Isabel Cabezas Regaño.

### 2012
| Parti   | Parti | Députés élus |
| ------- | ----- | --- |
| PPA     |       | José Antonio Nieto, María del Rosario Alarcón Mañas, Adolfo Manuel Molina Rascón, Rafaela Obrero Ariza, Rafael Carmona Ruiz       |
| PSOE-A  |       | María Araceli Carrillo Pérez, Manuel Gracia Navarro, María Soledad Pérez Rodríguez, Jesús María Ruiz García, Josefa Vioque Zamora |
| IULV-CA |       | Alba María Doblas Miranda, Manuel Baena Cobos                                                                                     |

- Araceli Carrillo (PSOE-A) est remplacée en février 2013 par Manuel Carmona Jiménez.
- José Antonio Nieto (PPA) est remplacé en novembre 2014 par Amalia María Cabello de Alba Jurado.

### 2015
| Parti      | Parti | Députés élus |
| ---------- | ----- | --- |
| PSOE-A     |       | Juan Pablo Durán, María Jesús Serrano Jiménez, Jesús María Ruiz García, María Soledad Pérez Rodríguez, Antonio Sánchez Villaverde |
| PPA        |       | María del Rosario Alarcón Mañas, Adolfo Manuel Molina Rascón, María de la O Redondo Calvillo, Miguel Ángel Torrico Pozuelo        |
| Podemos    |       | David Jesús Moscoso Sánchez |
| Ciudadanos |       | María Isabel Albás Vives |
| IULV-CA    |       | Elena Cortés Jiménez |

- María Jesús Serrano (PSOE) est remplacée en janvier 2016 par Sonia María Ruiz Navarro.

### 2018
| Parti      | Parti | Députés élus                                                                           |
| ---------- | ----- | -------------------------------------------------------------------------------------- |
| PSOE-A     |       | Juan Pablo Durán, Rosa Aguilar, Jesús María Ruiz García, María Soledad Pérez Rodríguez |
| PPA        |       | José Antonio Nieto, Beatríz Jurado, Adolfo Manuel Molina Rascón                        |
| Ciudadanos |       | Francisco José Carrillo Guerrero, María Isabel Albás Vives                             |
| AA         |       | Ana María Naranjo Sánchez, David Jesús Moscoso Sánchez                                 |
| Vox        |       | Alejandro Hernández Valdés                                                             |

- David Moscoso (AA) est remplacé en avril 2019 par Luz Marina Dorado Balmón.
- Isabel Albás (Cs) est remplacée en juin 2019 par Emiliano Reyes Pozuelo Cerezo.

### 2022
| Parti  | Parti | Députés élus |
| ------ | ----- | --- |
| PPA    |       | Jesús Ramón Aguirre Muñoz, Araceli Cabello Cabrera, Antonio Jesús Repullo Milla, Beatríz Jurado, Aldolfo Manuel Molina Rascón, Montserrat Paz Jurado, Aurelio Fernández García |
| PSOE-A |       | Isabel Ambrosio, Antonio Ruiz Sánchez, Ana María Romero Obrero |
| Vox    |       | Alejandro Hernández Valdés |
| PorA   |       | José Manuel Gómez Jurado |

- Adolfo Molina (PPA) est remplacé en septembre 2022 par Verónica Martos Montilla.
- Montserrat Paz (PPA) est remplacée le 28 juin 2023 par José Carlos García García.
- Aurelio Fernández (PPA) est remplacé le 28 juin 2023 par Francisco Javier Vacas Pérez, après renonciation de Matilde Esteo.